# Vršatské hradné bralo
Vršatské hradné bralo je přírodní rezervace v katastrálním území obce Vršatské Podhradie v okrese Ilava v Trenčínském kraji na Slovensku. Území bylo vyhlášeno v roce 1986 a má rozlohu 12,05 hektarů. Na území přírodní rezervace se nachází zřícenina hradu Vršatec. Předmětem ochrany je paleontologicky a geomorfologicky hodnotné bradlo.